# Базидиеви гъби
Базидиеви гъби или базидиомицети (Basidiomycota) са организми от големия отдел Basidiomycota на царство гъби. В определен стадий от развитието им се образуват бухалковидни, цилиндрични и др. израстъци – базидии, където се намират спорите. Отделът е бил разделен на два класа: Heterobasidiomycetes (Китайската черна дървесна гъба и други желета) и Homobasidiomycetes (гуглести гъби и пърхутки.) Вече се разделя на три подотдела – Hymenomycotina (Homobasidiomycetes и Heterobasidiomycetes), Teliomycotina (Urediniomycetes: ръжди и главни), и Ustilaginomycotina (Ustilaginomycetes: дървесни болести и паразити.)
Базидиевите гъби наброяват над 22 000 различни вида, като това са 37% от познатите гъби. Съдържат едноклетъчни и многоклетъчни организми, сексуални и асексуални форми. Могат да са земни и подводни, включително и морски.

## Класификация
Базидиеви гъби (Basidiomycota)
- Подотдел Hymenomycotina
  - Клас Heterobasidiomycetes
  - Клас Homobasidiomycetes
- Подотдел Teliomycotina
  - Клас Urediniomycetes
- Подотдел Ustilaginomycotina
  - Клас Ustilaginomycetes

## Галерия
- Китайска черна дървесна гъба (A. auricula-judae)
- Виолетка (L. nuda)
- Cronartium ribicola